# Rudolf Maximilian von Sachsen-Lauenburg
Herzog Rudolf Maximilian von Sachsen-Lauenburg (* 18. Juni 1596 in Ratzeburg; † 1. Oktober 1647 in Lübeck) war ein Obrist im Dreißigjährigen Krieg.

## Leben

### Herkunft und Familie
Rudolf Maximilian war Angehöriger der askanischen Herzöge von Sachsen-Lauenburg. Seine Eltern waren Franz II. von Sachsen-Lauenburg (1547–1619) und Maria von Braunschweig-Wolfenbüttel (1566–1626). Er war mit Anna Caterina de Dulcina vermählt, Kinder sind keine bekannt.

### Werdegang
Rudolph Maximilian von Sachsen-Lauenburg bestritt um 1613 wie drei seiner Brüder ein Studium am Collegium illustre in Tübingen. 1622 machte ihn sein Bruder Julius Heinrich zum Kommandeur eines seiner beiden kaiserlichen Regimenter. Bei einer Werbung in Lüttich 1626 für die kaiserlichen Truppen wurde er in einem Handgemenge mit Bürgern der Stadt verwundet. 1631 nahm er als Obrist an Tillys Belagerung und Einnahme Magdeburgs teil. Die ihm überantwortete Garnison von Donauwörth musste er am 27. März 1632 vor den anrückenden Schweden räumen. Er konvertierte vom lutherischen zum katholischen Bekenntnis und war kaiserlicher Kammerherr.
1636 war er als Herzog Rudolph Maximilian von Sachsen-Lauenburg mit dem Namen „Der Rotgelbe“ in die Fruchtbringende Gesellschaft aufgenommen worden.